# Tomba d'Àhmad Sanjar
La Tomba d'Àhmad Sanjar (persa: آرامگاه سلطان احمد سنجر) és un monument funerari o mausoleu en memòria d'Àhmad Sanjar, un soldà seljúcida de Khorasan (Iran). La van construir al 1157 a la ciutat medieval de Merv, al desert de Karakum del Turkmenistan. Al llarg del seu regnat, Sanjar lluità contra distintes invasions i aixecaments fins que a la fi va ser derrotat pels Oghuz. Després del saqueig, Merv començà a declinar i, el 1221, els mongols la van atacar i n'incendiaren el mausoleu. Més tard seria restaurat pels soviètics, pels turcmans i arquitectes turcs durant els segles XX i XXI. La tomba és dins el «Parc Nacional Històric i Cultural de l'Antiga Merv», declarat Patrimoni de la Humanitat per la UNESCO el 1999.
La tomba fou construïda pel successor de Sanjar, Muhammad ibn Aziz, al llarg de la Ruta de la Seda. Té forma de poal, amb una cúpula a la part superior, que arriba als 27 m d'alçada. Els murs tenen 14 m d'altura i la cúpula 17 m d'ample. Malgrat les restauracions, a l'edifici encara li manquen elements, com el segon pis, la cúpula exterior coberta de turqueses i els edificis circumdants del conjunt. Tot i en ruïnes, la tomba és un dels pocs exemples que sobreviuen de l'arquitectura funerària secular seljúcida. Les seues proporcions rabassudes i l'entorn hexadecagonal de la cúpula de fora influirien en obres posteriors.

## Àhmad Sanjar i el seu regnat

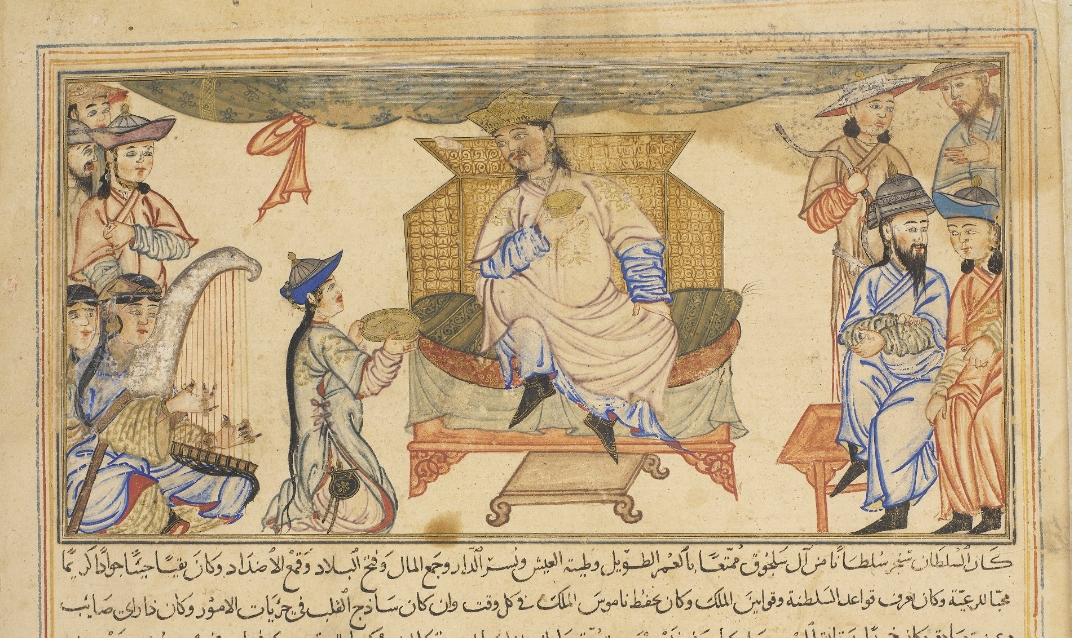
Coronació d'Àhmad Sanjar. Il·luminació del Compendi de cròniques de Raixid-al-Din Hamadani (1247–1318), publicat a Tabriz, Pèrsia, el 1307

El governant seljúcida Abu'l-Harith Ahmad Sanjar ibn Malik-Shah, o Àhmad Sanjar (1085-1157) regnà durant 40 anys (r. 1118-1157), i va governar l'est de Pèrsia des de la capital de Merv (ara en l'actual Turkmenistan). Després de les guerres de successió, Sanjar pujà al tron a l'edat de 10 o 12 anys, designat pel seu mig germà Berk-Yaruq. A la primeria del seu regnat, va derrotar alguns aixecaments i invasions com les dels gaznèvides el 1097 i dels turcs oghuz el 1098. Fou derrotat, però, a Qatwān el 1141 contra els Kara-khitai, també coneguts com a Imperi de Liao Occidental.
Durant la resta del seu regnat els següents dotze anys, Sanjar continuà apaivagant els conflictes dels seus rivals, com el governador de Coràsmia el 1141 i el governant vassall de la província de Ghūr el 1152. Alguns historiadors suggereixen que els gúrides van cometre l'error de pensar que estava afeblit per la derrota de Qatwān. Les fonts medievals descriuen el seu govern com una època de prosperitat. El 1153, Sanjar fou capturat pels Oghuz i se'n pogué escapar el 1156. Durant la captivitat, els turcs van assaltar i saquejar la província. Merv mai no es recuperà pas d'aquest atac. Els Oghuz atacaren els edificis dels ulemes i mataren molts erudits, danyant enormement l'elit intel·lectual i religiosa. Després d'aquest saqueig a Sanjar li resultà massa difícil reconstruir la seua societat.

## Invasions mongoles

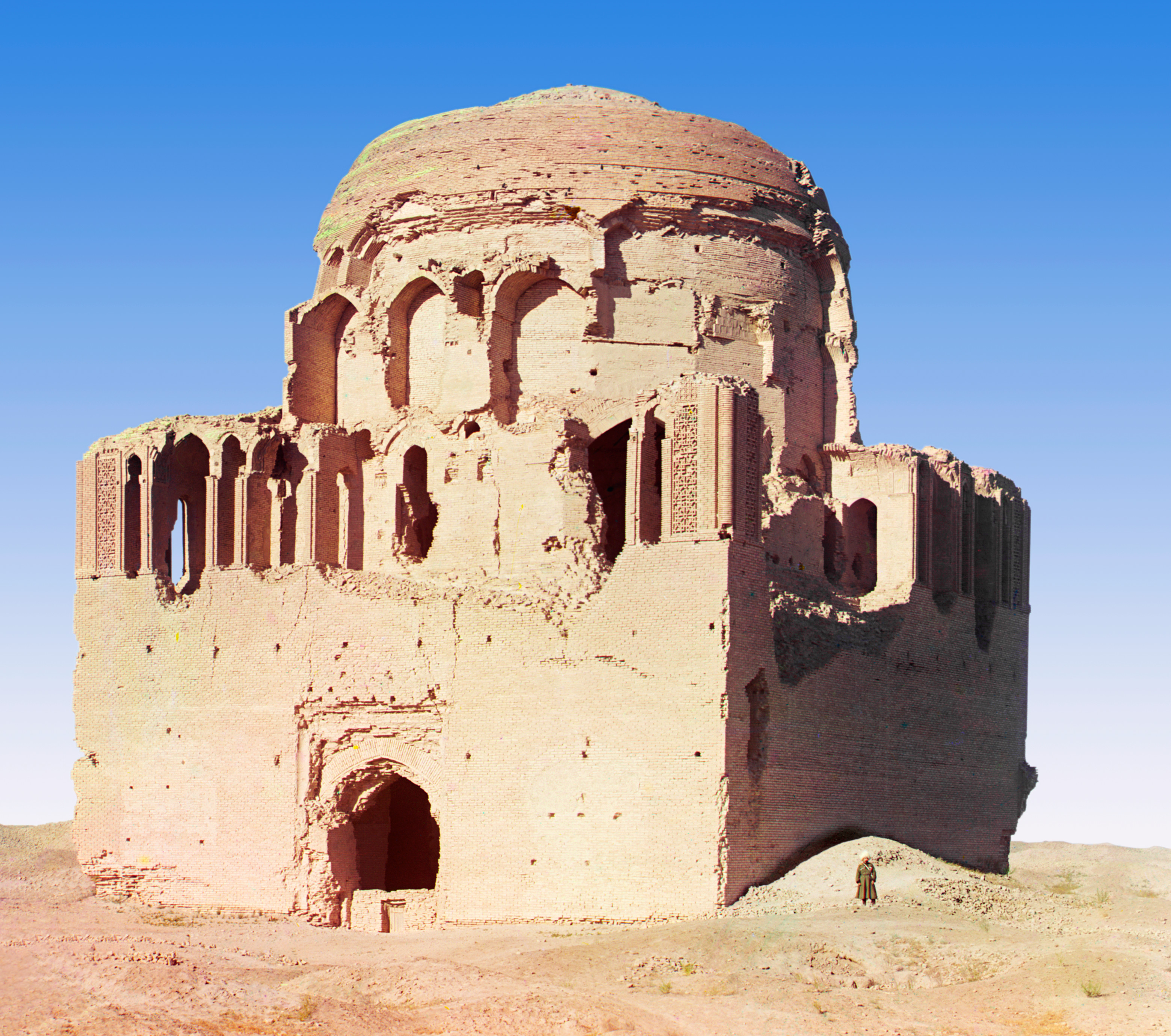
Estat de l'edifici entre 1905 i 1915

El 1221, els mongols dirigits per Tolui van atacar Merv, que es va rendir després d'un setge de set dies. Després, els mongols van massacrar els habitants i esclavitzaren uns quatre-cents artesans i molts xiquets. L'historiador àrab Alí ibn al-Athir (1160-1233) afirma que 700.000 persones moriren en el saqueig de Merv a mans dels mongols. Aquests van cremar la majoria dels edificis de la ciutat, inclosa la tomba d'Àhmad Sanjar. Segons ibn al-Athir, els mongols «calaren foc a la ciutat i cremaren el mausoleu del soldà Sanjar, després de cavar-ne la tomba a la recerca d'objectes preciosos». L'incendi fou molt greu: va destruir gran part del maó exterior del mausoleu i provocà la caiguda de la cúpula exterior de l'edifici. Merv va romandre severament despoblada en el període posterior a la invasió mongola, i la tomba es deteriorà encara més a causa de segles d'abandó.

## Història posterior

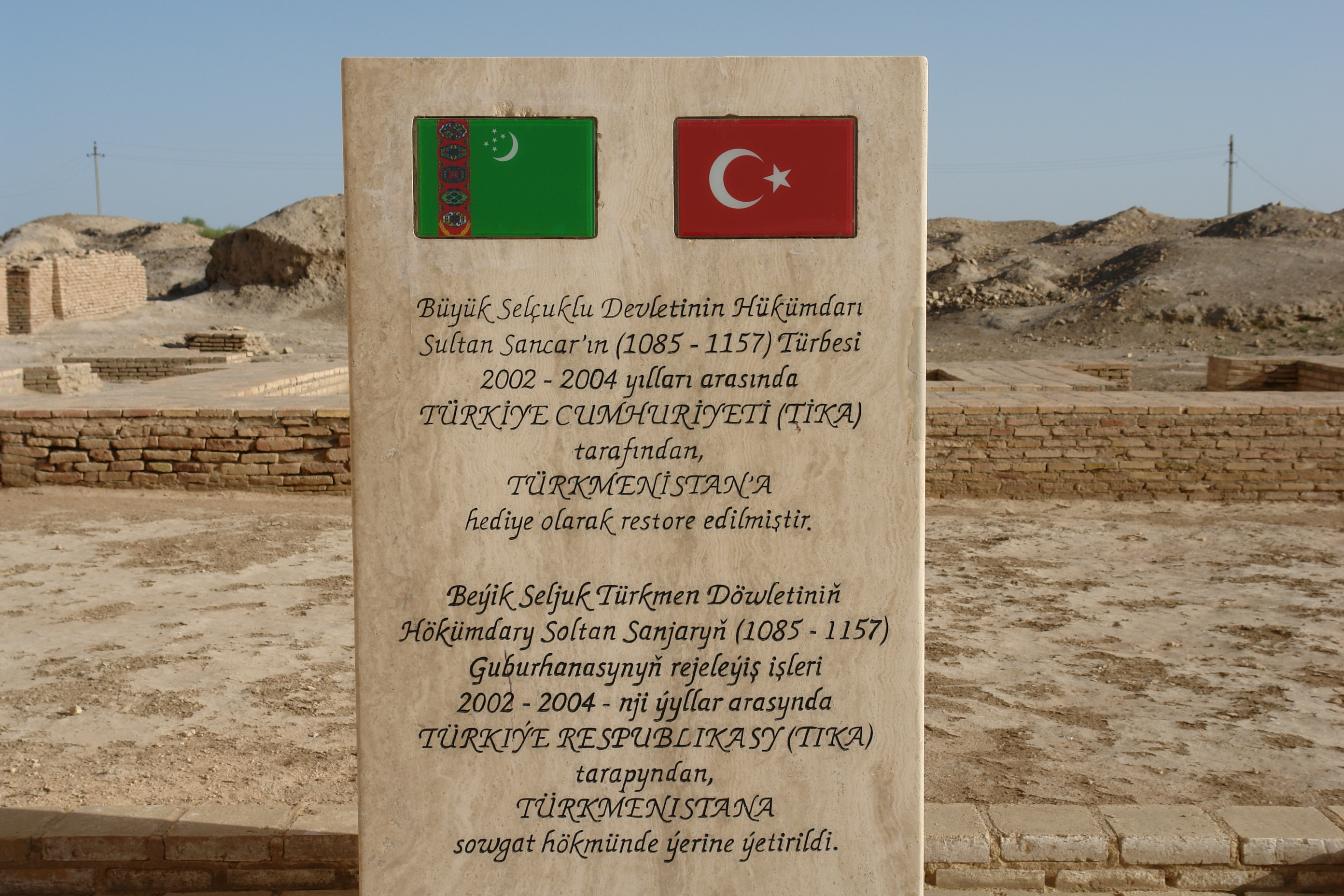
Suport de marbre que commemora que el govern turc restaurà el mausoleu del soldà Sanjar entre 2002 i 2004 com a regal al poble turcman

Un informe del 1879-1881 descriu la tomba com si fos al centre d'un chahar bagh, envoltada de petites tombes i sepultures. Les primeres fotografies del mausoleu, les feu V. A. Zhukovsky el 1896 i E. Cohn Wiener el 1926. Aquestes fotografies mostren la cúpula esfondrada i les galeries molt danyades. L'arquitecte soviètic N. M. Bachinskii acabà la primera anàlisi estructural de l'edifici durant una restauració del 1937. Aquest projecte va desenterrar els fonaments d'una gran mesquita contigua a la tomba. El govern soviètic en feu més treballs de restauració durant la dècada dels 1950.(4)
Durant les dècades dels 1980 i 1990, es van realitzar canvis importants a la porta occidental i en l'entrada de la tomba. Es renovaren les rajoles al voltant der la porta; es col·locaren esglaons que condueixen a l'àrea d'entrada i es construí un pati davanter emmurallat. La restauració de finals de la dècada dels 1980 ha estat criticada perquè va eliminar o cobrir gran part de la rajola originària del mausoleu amb una reconstrucció conjectural. El 1996, s'hi va afegir una capa de ciment a la cúpula exterior. Les excavacions realitzades al 1996 hi descobriren un basar i un caravanserrall adjunts a la tomba. El 1999, la UNESCO declarà els monuments de l'«Antiga Merv», inclosa la tomba d'Àhmad Sanjar, Patrimoni de la Humanitat. Des d'abril del 2002 fins a maig del 2004, se'n feren àmplies reparacions amb l'ajut del govern turc. El projecte finançat per Turquia ha estat revisat i aprovat per la UNESCO i s'esforçà a ser fidel al disseny originari de l'edificació.

## Arquitectura

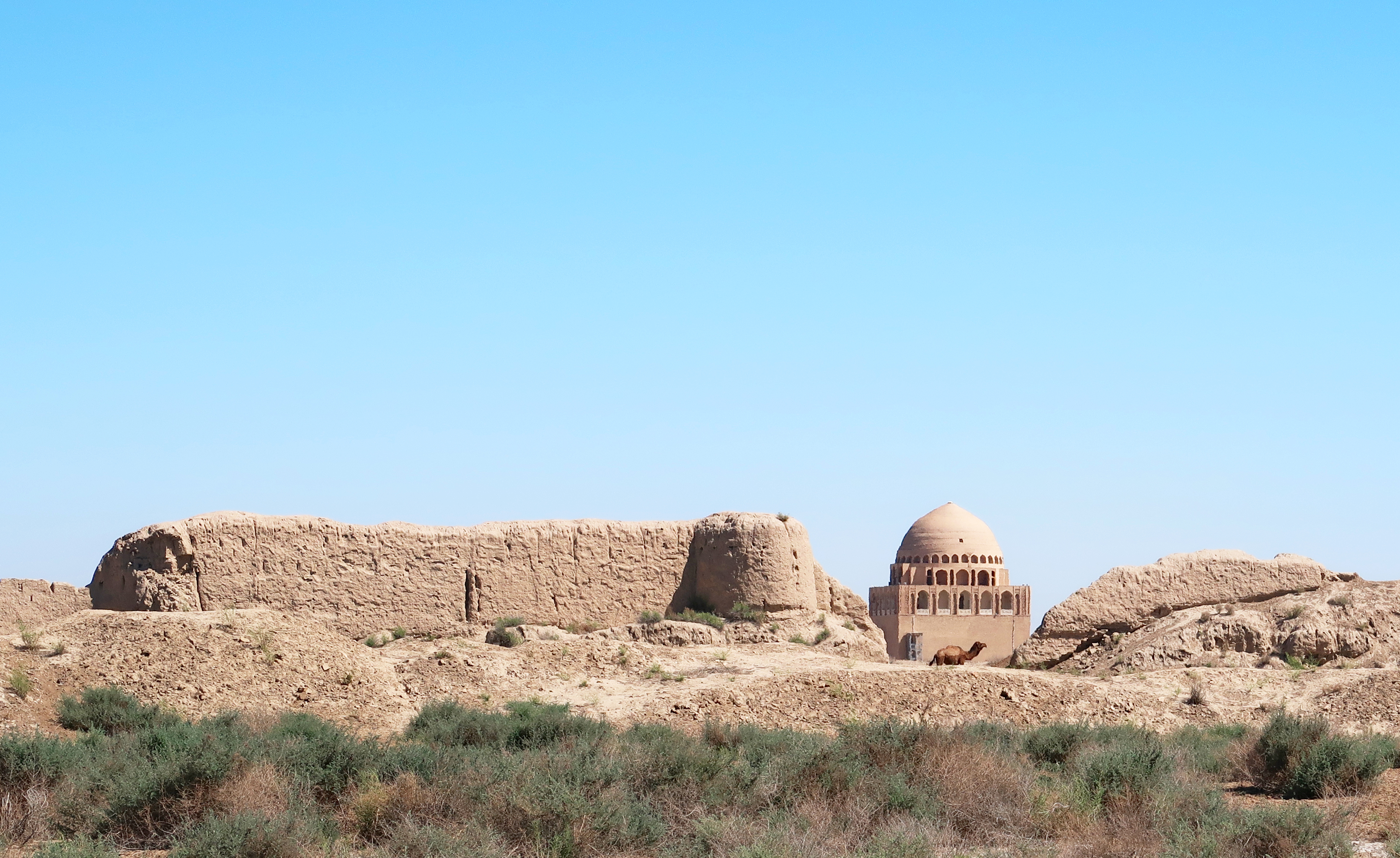
Vista llunyana de la tomba i les ruïnes de la ciutadella de Merv

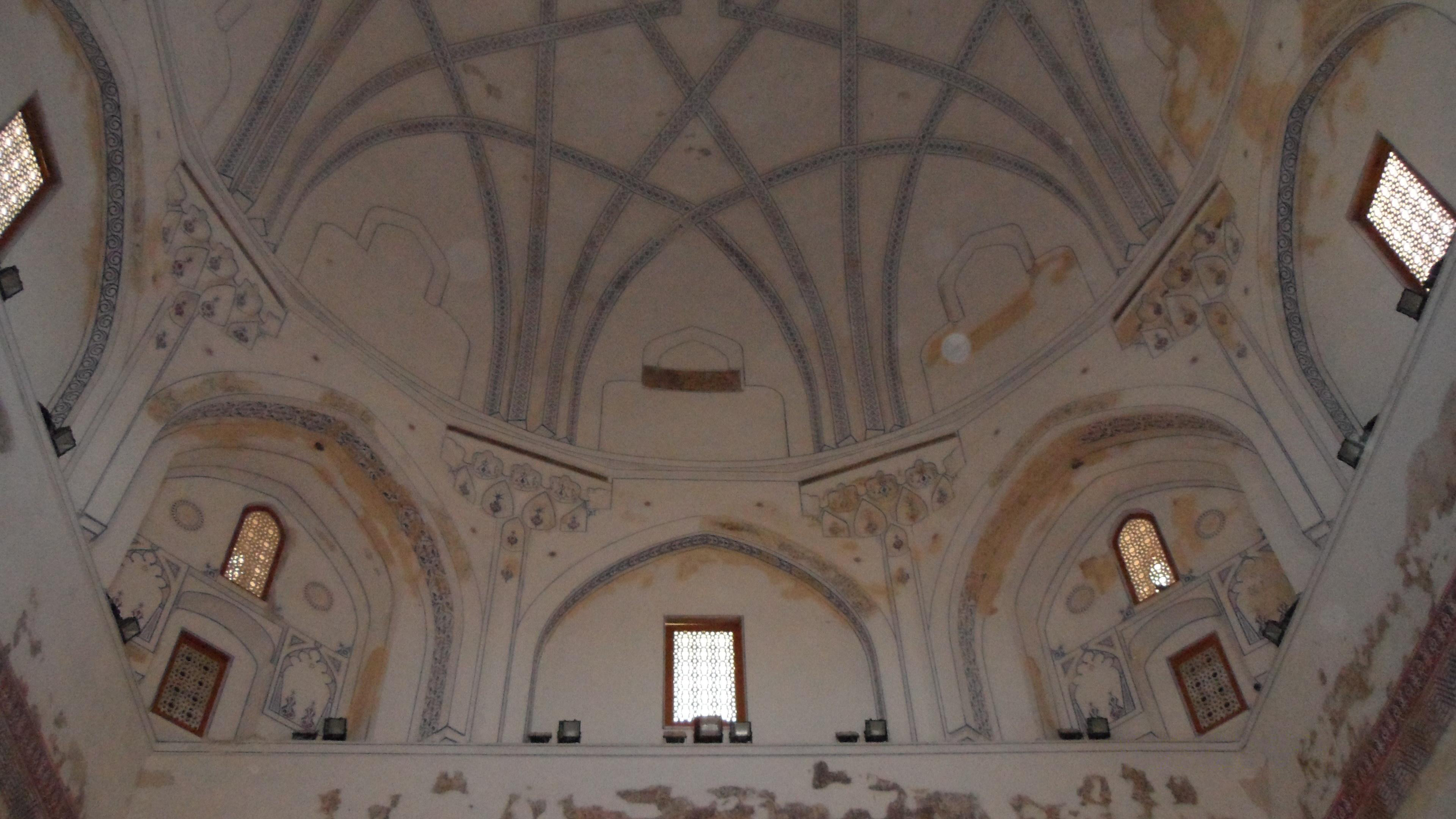
Interior de la cúpula del mausoleu

El mausoleu tenia 27 m d'alçada i 17 m d'amplada. Els murs tenien 14 m d'alçada i a penes tenien decoració. Anteriorment havia estat una de les tombes seljúcides més grandioses, amb una gran galeria i una cúpula doble, revestida la interior amb rajola vidriada blava, i el tambor amb contraforts en quatre punts. El mausoleu de Sanjar era part d'un conjunt amb una mesquita i un palau, i era al centre d'un gran pati.
És un dels pocs edificis que romanen en peus en les ruïnes de la ciutat de Merv, Turkmenistan, a la vora del desert de Karakum; i és molt més baix que la majoria de les altres edificacions cupulades construïdes en aquell moment. Aquest va ser el segon projecte patrocinat pel soldà, després de la construcció d'una enorme presa al riu Murgab. L'edificació era en la Ruta de la Seda i la va construir Muhammad ibn Aziz. La tomba s'unia a un conjunt que incloïa una mesquita, un palau i altres edificis de suport.
El mausoleu té forma de cub coronat per una gran cúpula. El pis superior està envoltat de torretes que s'han deteriorat amb el temps. L'edifici es va realitzar amb diferents materials, com ara terracota, algeps, estuc i rajola. Ha estat restaurat diverses vegades, i ha perdut gran part de la seua integritat estructural originària, sobretot al segon pis. Entre les característiques que en manquen es troba una cúpula coberta de taulells turquesa que es podia veure des de quilòmetres de distància en el seu millor moment.

## Influència

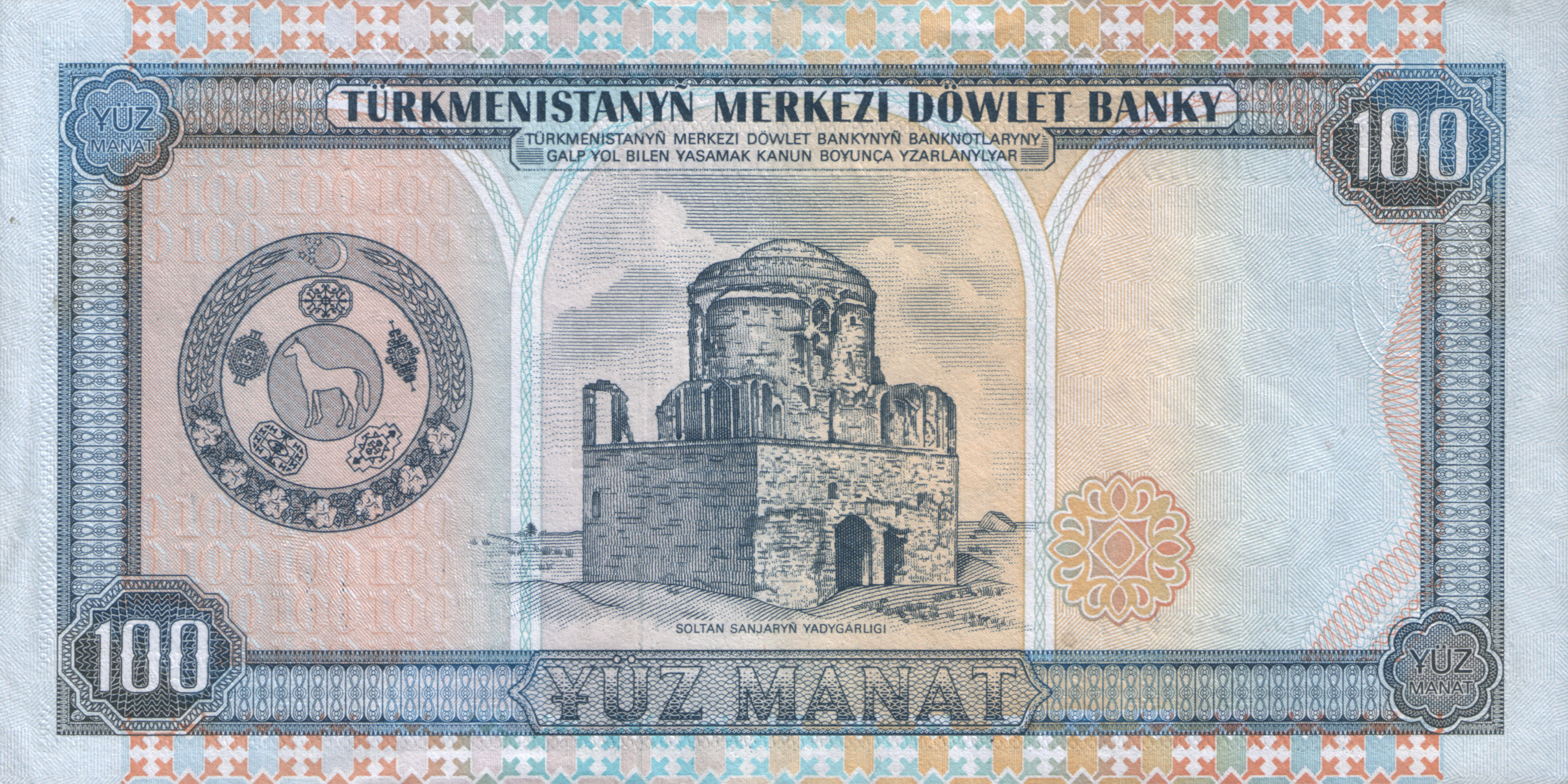
Tomba d'Àhmad Sanjar en el primer bitllet de 100 manats de Turkmenistan

La majoria de l'arquitectura funerària secular iraniana no va sobreviure pas al període seljúcida. La tomba d'Àhmad Sanjar, però, romangué intacta i va tenir influència en la futura construcció de cúpules. L'estil seljúcida de doble cúpula de la tomba d'Àhmad Sanjar demostrà ser una influència duradora en l'arquitectura cupulada dels períodes de l'Il-kanat, el timúrida i safàvida que hi van seguir. La tomba d'Àhmad Sanjar es desviava de les tradicionals torres funeràries seljúcides de la seua època: tendia a «proporcions rabassudes amb un nou èmfasi en l'espai interior». La seua influència en construccions posteriors en els espais interiors monumentals s'evidencia en edificis com ara la cúpula octogonal de Soltaniyeh. La tomba és el primer exemple conegut en la història d'una amalgama de mesquita i mausoleu, i aquesta combinació arquitectònica es generalitzaria en la tradició dels edificis islàmics. La influència del mausoleu d'Àhmad Sanjar és palesa en els afegits de la mesquita aljama d'Esfahan, incloent-hi dues de les seues cúpules: l'arquitecte de la cúpula quadrada nord-est «utilitzà aquestes formes estàndards per a crear una obra d'art», mentre que la cúpula del sud imitava l'ús en la tomba d'Àhmad Sanjar d'un hexadecàgon que envolta la cúpula de fora. Així, alguns reforços interns aplicats en el Mausoleu de Sultaniyya al Caire demostren la influència de les tècniques de construcció seljúcides. Quan el governant ilkhànida Mahmud Ghāzān Khān visità Merv i va veure la tomba d'Àhmad Sanjar, va quedar tan impressionat que la va citari tractà de superar-la amb la construcció del seu propi conjunt funerari de Shamb. Altres exemples d'arquitectura funerària islàmica que deriven de l'estil seljúcida de la tomba d'Àhmad Sanjar són el Mausoleu del Soldà Bakht Aga, la Mesquita Mir-chaqmaq i la Madrassa Al-Sultaniyah.